# Licaria pucheri
Licaria pucheri är en lagerväxtart som först beskrevs av Ruiz & Pav., och fick sitt nu gällande namn av André Joseph Guillaume Henri Kostermans. Licaria pucheri ingår i släktet Licaria och familjen lagerväxter. Inga underarter finns listade i Catalogue of Life.